# Wiederaufbaufonds (EU)
Der Wiederaufbaufonds (französisch Fonds de Relance, englisch Recovery Fund) ist ein Konjunkturpaket der Europäischen Union, um die wirtschaftlichen und sozialen Auswirkungen der COVID-19-Pandemie in den Mitgliedstaaten einzudämmen und zu mildern. Der Fonds wurde am 12. Februar 2021 formell gegründet.
Finanzierungsgrundlage sind der Mehrjährige Finanzrahmen MFR 2021–2027 von über 1 Billion Euro und das temporäre Aufbauinstrument „Next Generation EU“ (NGEU), das die Kommission ermächtigt, an den Kapitalmärkten im Namen der Union Mittel bis zu 750 Mrd. EUR zu Preisen von 2018 aufzunehmen. Die Mitgliedstaaten haften über ihre künftigen Beiträge zum Haushalt der Europäischen Union gemeinschaftlich für die Schulden des Fonds. Sollten Mitgliedstaaten ihren Zahlungsverpflichtungen nicht mehr nachkommen, müssen die übrigen Mitgliedstaaten über ihren Anteil am EU-Haushalt hierfür einstehen. Der Wiederaufbaufonds führt damit zu schuldenfinanzierten Transfers zwischen den Mitgliedstaaten.
Das Geld soll zwischen 2021 und 2023 an Regionen und Wirtschaftsbereiche, die besonders durch die Wirtschaftskrise seit 2020 geschädigt wurden, in Form von Krediten und nicht zurückzahlbaren Zuschüssen ausgezahlt werden. Der Wiederaufbaufonds ermöglicht damit den Mitgliedstaaten, ihre nationalen Fiskalregeln zu umgehen, beispielsweise die deutsche Schuldenbremse, indem sie auf EU-Ebene Schulden aufnehmen und sich die Gelder anschließend als Zuschüsse zuweisen.
Erstmals verschuldet sich die EU als Ganzes. Die EU bekommt somit durch die am 21. Juli 2020 vom Europäischen Rat beschlossene Umsetzung ein neues Finanzierungsinstrument.

## Entstehungsgeschichte

### Vorgeschichte
Die Europäische Zentralbank beschloss zur Bewältigung der coronabedingten Wirtschaftskrise ein bis Ende 2020 laufendes Hilfspaket mit der Bezeichnung Pandemic Emergency Purchase Programme (kurz PEPP), um Anleihen im Wert von 750 Milliarden Euro zusätzlich zu kaufen.
Am 9. April 2020 einigten sich die EU-Staaten auf ein Hilfspaket im Wert von etwa 540 Milliarden Euro, das Kreditlinien aus dem Euro-Rettungsschirm ESM (240 Milliarden Euro), einen Garantiefonds für Unternehmenskredite durch die Europäische Investitionsbank (200 Milliarden Euro) sowie ein europäisches Kurzarbeitergeld namens „Sure“ (100 Milliarden Euro) umfasst. Laut einer Sprecherin der Europäischen Kommission haben die einzelnen Mitglieder der Europäischen Union (EU), inklusive des 540-Milliarden-Euro-Hilfspakets der EU, mit Stand April 2020 insgesamt 3,4 Billionen Euro mobilisiert, um die wirtschaftlichen Folgen einzudämmen.
Weiter diskutiert wurde ein zusätzlicher Wiederaufbaufonds für die Zeit nach der Pandemie, der über gemeinsame EU-Anleihen (sogenannte „Corona-Bonds“, analog zu den „Euro-Bonds“ aus der Zeit der Eurokrise) finanziert werden könnte. Die Diskussion verlief sowohl auf europäischer Ebene als auch in den EU-Mitgliedsländern kontrovers. Während etwa Frankreich, Italien und Spanien diese befürworten, lehnten vor allem die Niederlande, Österreich, Dänemark und Schweden (die „sparsamen Vier“) eine solche Lösung ab. In Deutschland waren weite Teile der Unionsfraktion dagegen, während Bündnis 90/Die Grünen sie befürworteten. Auch Bundeskanzlerin Angela Merkel hatte sich erst dagegen ausgesprochen.
Am 18. Mai 2020 schlugen Angela Merkel und Emmanuel Macron jedoch einen Hilfsfonds für EU-Staaten in Höhe von 500 Milliarden Euro vor, die die EU-Kommission als Schulden am Finanzmarkt aufgenommen hätte. Nach Zeitungsberichten soll ein wesentlicher Grund für den Meinungswechsel der deutschen Regierung hinsichtlich der Frage, ob Kredite oder Zuschüsse gewährt werden sollen, die Entscheidung des Bundesverfassungsgerichts vom 5. Mai 2020 bezüglich der Europäischen Zentralbank gewesen sein. Österreich, Schweden, Dänemark und die Niederlande veröffentlichten einen Gegenvorschlag, wobei als wesentlicher Unterschied das Geld in Form günstiger Kredite an die Mitgliedstaaten gegeben werden soll.

### Vorschlag der Europäischen Kommission
Ursula von der Leyen sprach am 13. Mai 2020 auf der Plenartagung des Europäischen Parlaments über einen Plan für den Wiederaufbau der Wirtschaft. Sie erwähnte dabei, dass das Europäische Parlament ein Mitspracherecht bei einem EU-Programm für den Wiederaufbau hat. Der Plan soll „drei Säulen“ haben:
1. Der Großteil der Mittel wird im Rahmen des Europäischen Semesters zur Finanzierung wichtiger öffentlicher Investitionen und Reformen ausgegeben, wobei der Wandel hin zu einem „klimaneutralen, digitaleren und widerstandsfähigeren Europa“ unterstützt werden wird.
2. Mehr Wirtschaftswachstum und private Investitionen, wobei von der Leyen den geplanten Fonds InvestEU[20] erwähnte, der von 2021 bis 2027 mehr als 650 Mrd. Euro an zusätzlichen Investitionen in der gesamten EU auslösen soll, und ein neues Instrument für strategische Investitionen (beispielsweise für Investitionen im pharmazeutischen Sektor).
3. Es sollen Programme gefördert werden, die sich in der Krise bewährt haben.[21]

Am Mittwoch, dem 27. Mai 2020, wurde von der Kommission von der Leyen I ein Wiederaufbaufonds („Next Generation EU“) von 750 Milliarden Euro vorgeschlagen, der aus 500 Milliarden Euro an Zuschüssen und 250 Milliarden an günstigen Krediten für die Mitgliedsländer bestehen soll. Der Fonds soll Teil des mehrjährigen Finanzrahmens (MFR), dem mindestens fünfjährigen Haushalt der Europäischen Union ab 2021, sein. Nach Vorstellung der Kommission soll das Geld nicht vor 2028 und nicht nach 2058 zurückgezahlt werden. Aufgebracht werden könnte es über zusätzliche Einnahmen, wie die Ausweitung des EU-Emissionshandels auf den Schiffs- und Flugverkehr, ein europäisches CO2-Grenzausgleichssystem (englisch: Border Carbon Adjustment), eine Digitalsteuer und weitere Möglichkeiten. Dieser Vorschlag wurde dem Europäischen Rat zur Entscheidung vorgelegt.

### Ergebnis der Verhandlung des Europäischen Rats

#### Rechtsakte
Gem. Art. 21 Abs. 5 der EU-Haushaltsordnung kann in Basisrechtsakten festgelegt werden, dass die von ihnen vorgesehenen Einnahmen bestimmten Ausgaben zugewiesen werden. Diese Basisrechtsakte sind der Beschluss (EU, Euratom) 2020/2053 des Rates vom 14. Dezember 2020 über das Eigenmittelsystem der Europäischen Union (Eigenmittelbeschluss 2020) und die EU-Verordnung 2020/2094 des Rates vom 14. Dezember 2020 zur Schaffung eines Aufbauinstruments der Europäischen Union zur Unterstützung der Erholung nach der COVID-19-Krise.
Art. 5 des Beschlusses 2020/2053 ermächtigt die Kommission, an den Kapitalmärkten im Namen der Union Mittel bis zu 750 Mrd. EUR zu Preisen von 2018 aufzunehmen. Von den aufgenommenen Mitteln können bis zu 360 Mrd. EUR zu Preisen von 2018 für die Gewährung von Darlehen und bis zu 390 Mrd. EUR zu Preisen von 2018 für Ausgaben verwendet werden.
Diese außerordentlichen und zeitlich befristeten zusätzlichen Mittel zur Bewältigung der Folgen der COVID-19-Krise werden gem. Art. 2 Abs. 2 der Verordnung (EU) 2020/2094 folgendermaßen aufgeteilt:
- Unterstützung von bis zu 384 400 Mio. EUR zu Preisen von 2018 in Form von nicht rückzahlbarer Unterstützung und rückzahlbarer Unterstützung durch Finanzierungsinstrumente, die wie folgt aufgeteilt wird:
  - bis zu 47 500 Mio. EUR zu Preisen von 2018 für Struktur- und Kohäsionsprogramme des bis 2022 verstärkten Mehrjährigen Finanzrahmens 2014–2020, einschließlich Unterstützung durch Finanzierungsinstrumente;
  - bis zu 312 500 Mio. EUR zu Preisen von 2018 für ein Programm zur Finanzierung des Aufbaus und der wirtschaftlichen und sozialen Resilienz durch die Unterstützung von Reformen und Investitionen;
  - bis zu 1 900 Mio. EUR zu Preisen von 2018 für Zivilschutzprogramme;
  - bis zu 5 000 Mio. EUR zu Preisen von 2018 für Programme im Zusammenhang mit Forschung und Innovation, einschließlich Unterstützung durch Finanzierungsinstrumente;
  - bis zu 10 000 Mio. EUR zu Preisen von 2018 für Programme zur Unterstützung von Gebieten bei ihrem Übergang zu einer klimaneutralen Wirtschaft;
  - bis zu 7 500 Mio. EUR zu Preisen von 2018 für die Entwicklung ländlicher Gebiete;
- bis zu 360 000 Mio. EUR zu Preisen von 2018 in Form von Darlehen für die Mitgliedstaaten für ein Programm zur Finanzierung des Aufbaus und der wirtschaftlichen und sozialen Resilienz durch die Unterstützung von Reformen und Investitionen;
- bis zu 5 600 Mio. EUR zu Preisen von 2018 für die Dotierung für Haushaltsgarantien und damit verbundene Ausgaben für Programme zur Unterstützung von Investitionen in internen Politikbereichen der Union.

#### Zweckgebundene Ausgaben
Die 27 EU-Regierungen einigten sich am 21. Juli 2020 darauf, die Gesamtsumme von 750 Milliarden Euro nicht abzuändern. Auf Druck von Österreich, Schweden, Dänemark, die Niederlande sowie Finnlands wurde sich darauf geeignet, davon 390 Milliarden Euro als Zuschüsse und 360 Milliarden Euro in Form von rückzahlbarer Darlehen auszuzahlen. Weiterhin wurde vereinbart, dass die Gelder an Reformen zu knüpfen sind. Sollte eine Regierung die Vermutung haben, dass ein Staat seiner Reformpflicht nicht ausreichend nachkommt, kann dieses einen Mechanismus zur Überprüfung auslösen, welcher ultimativ die weitere Auszahlung an das beschuldigte Land stoppt. Weiterhin wurden die Beitragsrabatte verschiedener Länder erhöht, anstatt wie von der EU-Kommission angestrebt, diese abzuschaffen.
Der Wiederaufbaufonds wird zunächst durch Ausgaben neuer Schuldanleihen durch die EU als emittierendes Organ finanziert. Diese Schulden sollen ab 2027 bis 2058 schrittweise beglichen werden. Unter anderem wurde hierzu eine noch einzuführende Digital-, Plastik- sowie CO2-Grenzsteuer auf EU-Ebene beschlossen. Weitere Vorschläge der EU-Kommission ist eine Finanztransaktionssteuer sowie eine gemeinsame Körperschaftsteuer-Bemessungsgrundlage.
Da die EU zwar die Schulden begeht, aber selbst nicht in die Haftung eintritt, sind letztlich die Mitgliedsländer die Garantiegeber. Daher wurde beschlossen, dass jedes Land nur maximal bis zum eigenen Anteil am EU-Haushalt haftet. Für Deutschland wären das bis zu 27 % der beschlossenen 750 Milliarden Euro. Dies entspricht 202,5 Milliarden Euro für den Fall, dass die Rückzahlung durch die EU nicht wie angestrebt klappt. Alle 27 EU-Staaten müssen den sogenannten Eigenmittelbeschluss noch ratifizieren.
Der Großteil des Wiederaufbaufonds (672,5 Milliarden Euro) wird über eine neue „Aufbau- und Resilienzfazilität“ ausgezahlt, die restlichen 77,55 Milliarden Euro über bereits existierende EU-Programme (siehe Tabelle). Das Geld soll zu 70 % zwischen 2021 und 2022 ausgezahlt werden, die restlichen 30 % im Jahre 2023.
| Fazilität                          | Zweck | Volumen (in Mrd. €) |
| ---------------------------------- | --- | ------------------- |
| Aufbau- und Resilienzfazilität     | Unterstützung von nachhaltigen Reformen und Investitionen in EU-Ländern über Darlehen (360 Mrd. €) und Zuschüsse (312,5 Mrd. €), mit Fokus auf erneuerbare Energien (siehe European Green Deal), Energieeffizienz, Elektromobilität, Breitbandausbau, Digitalisierung der Verwaltung, Cloud Computing und digitale Bildung. Insgesamt soll 37 % der Mittel für den GreenDeal und 20 % für die Digitalisierung verwendet werden.                                                                                    | 672,5               |
| ReactEU                            | Im Rahmen der sogenannten „Investitionsinitiative“ (CRII+) dürfen alle bisher nicht in Anspruch genommenen Mittel aus dem Kohäsionsfonds unbürokratisch mobilisiert werden, „um Arbeitsplätze zu sichern und die Auswirkungen der Krise auf Wirtschaft und Gesellschaft abzufedern“. Die Mittel werden bereitgestellt über - den Europäischen Fonds für regionale Entwicklung (EFRE), - den Europäischen Sozialfonds (ESF) und - den Europäischen Hilfsfonds für die am stärksten benachteiligten Personen (FEAD). | 47,5                |
| Horizont Europa                    | Förderung von Forschung, Entwicklung und Innovationen | 5,0                 |
| InvestEU                           | Förderung von Investitionen in der EU (Nachfolger des Europäischen Fonds für strategische Investitionen) | 5,6                 |
| Ländliche Entwicklung              | Der Europäische Landwirtschaftsfonds für die Entwicklung des ländlichen Raums (ELER) unterstützt im Rahmen der Gemeinsamen Agrarpolitik Strategien und Projekte zur Entwicklung des ländlichen Raums. | 7,5                 |
| Fonds für einen gerechten Übergang | Der Fonds soll im Rahmen des European Green Deal den Übergang zu einer klimaneutralen Wirtschaft fördern. Hierbei wird hauptsächlich auf die Diversifizierung der Wirtschaft und die Anpassung an einen sich wandelnden Arbeitsmarkt abgezielt. | 10,0                |
| RescEU                             | Strategischer Vorrat an medizinischer Ausrüstung, wie Beatmungsgeräte und Schutzmasken. | 1,9                 |

Die Mitgliedstaaten müssen zum Abrufen der Gelder bei der EU-Kommission bis zum 30. April 2021 detaillierte Pläne einreichen, welche die Finanzierungsziele für Umweltschutz und Digitales belegen müssen. „Nach Angaben der EU-Kommission haben 18 Staaten Entwürfe vorgelegt, sechs weitere haben zumindest Ansätze. Von drei Staaten liege [Stand: Februar 2021] noch nichts vor.“

Der Verteilungsschlüssel auf die einzelnen Mitgliedstaaten (siehe Grafik) orientiert sich für 2021–2022 an den Arbeitslosenzahlen und für 2023 am Gesamtverlust im BIP zwischen 2020 und 2022. „Den von der Pandemie besonders hart getroffenen Ländern stehen die größten Summen in Aussicht: Italien kann nach Schätzungen 65,5 Milliarden Euro allein an Zuschüssen bekommen, Spanien rund 59 Milliarden Euro. Darlehen in Höhe von bis zu 6,8 Prozent der Wirtschaftsleistung von 2019 können hinzukommen.“ Deutschland erhält wohl rund 22,7 Milliarden Euro.

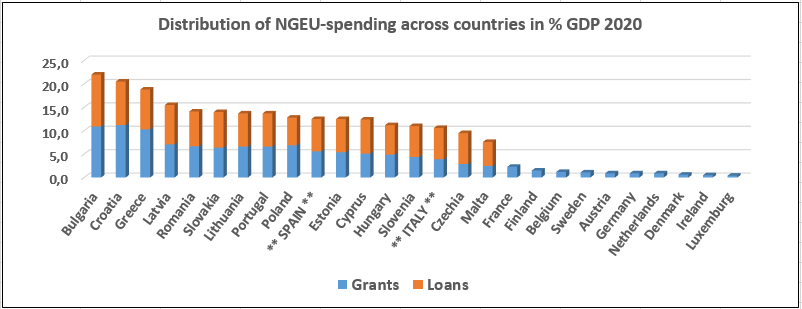
Relativer Anteil am Hilfspaket pro Mitgliedsland (in Prozent vom BIP)
Zuschüsse
Darlehen
- Länder, die besonders hart getroffen wurden

## Einordnung
Ulrich Ladurner verwies in der Zeit auf ein Verbot in den EU-Verträgen, laut dem Institutionen der EU keine eigenen Schulden aufnehmen dürfen – was eine Reform der EU-Verträge nötig machen würde. Man gehe in Richtung der Vergemeinschaftung der Schulden.
Der Ökonom Daniel Stelter merkte an, dass die mittleren Privatvermögen in Italien und Spanien nach Daten von 2019 deutlich über denen Deutschlands lagen und zudem sei die Steuerbelastung in beiden Ländern deutlich niedriger. So könnten die beiden Staaten auf das Vermögen ihrer Bürger zugreifen, anstatt sich von anderen EU-Staaten finanzieren zu lassen. Diese Option werde in Italien und Spanien jedoch nicht diskutiert.
Nach EU-internen Berechnungen und nach einer Analyse der Ökonomen des Brüsseler Thinktanks BRUEGEL im Auftrag des Haushaltsausschusses des Europaparlaments werden die Zinskosten des Fonds bis 2058 225 bis 230 Milliarden Euro betragen.

### Diskussion der Detailfragen
Verschiedene Vorschläge für die Verteilung der Gelder aus dem Fonds wurden vorgebracht, das Zentrum für Europäische Wirtschaftsforschung zeigte Mitte Mai 2020 verschiedene Ansätze auf:
- südeuropäische Länder bevorzugten demnach eine Verteilung nach der Höhe der Rezession – dem Einbrechen des Bruttoinlandsproduktes 2020. Dabei wären Österreich, Luxemburg und Polen die Länder, die relativ am höchsten belastet würden.[40]
- osteuropäische Länder würden nach der Analyse eine Verteilung unter Einbeziehung der Arbeitslosenzahlen fordern. Dabei trügen Deutschland, Dänemark, Österreich und Luxemburg, gemessen an ihrem BIP, die größten Lasten.[40]

Bruno Le Maire, französischer Minister für Wirtschaft und Finanzen, sagte am 19. Mai, dass nach Vorstellung der französischen Regierung Luftfahrtindustrie, Automobilhersteller und Tourismus unterstützt werden sollten.

## Reaktion in den Mitgliedstaaten
Die Verordnung (EU) 2020/2094 des Rates vom 14. Dezember 2020 zur Schaffung eines Aufbauinstruments der Europäischen Union zur Unterstützung der Erholung nach der COVID-19-Krise gilt seit dem 23. Dezember 2020 unmittelbar in jedem Mitgliedstaat.
Die Kreditermächtigung der Europäischen Kommission im Beschluss 2020/2053 des Rates vom 14. Dezember 2020 über das Eigenmittelsystem der Europäischen Union bedarf der Zustimmung der Mitgliedstaaten im Einklang mit ihren jeweiligen verfassungsrechtlichen Vorschriften.

### Deutschland
Mit Gesetz vom 23. April 2021 (ERatG) haben Bundestag und Bundesrat dem Beschluss (EU, Euratom) 2020/2053 des Rates vom 14. Dezember 2020 über das Eigenmittelsystem der Europäischen Union zugestimmt. Eilanträge gegen das Gesetz blieben erfolglos, obwohl das Bundesverfassungsgericht die Anträge im Hauptsacheverfahren weder von vornherein für unzulässig noch für offensichtlich unbegründet hält. Bei summarischer Prüfung falle die gebotene Folgenabwägung jedoch zu Lasten der Antragstellerinnen und Antragsteller aus, „weil die Nachteile, die sich ergeben, wenn die einstweilige Anordnung nicht erlassen wird, sich das ERatG später jedoch als verfassungswidrig erweisen sollte, weniger schwer wiegen als die Folgen, die einträten, wenn die einstweilige Anordnung erlassen würde, die Verfassungsbeschwerde sich später jedoch als unbegründet herausstellen sollte.“
Im Juli 2022 verhandelte der Zweite Senat des Bundesverfassungsgerichts über zwei der insgesamt fünf gegen das ERatG erhobenen Verfassungsbeschwerden. Diese wurden mit Urteil vom 6. Dezember 2022 zurückgewiesen. Der dem ERatG zugrundeliegende Eigenmittelbeschluss 2020 stelle jedenfalls keine offensichtliche und strukturell bedeutsame Überschreitung des geltenden Integrationsprogramms der Europäischen Union dar (Ultra-vires-Akt) und berühre auch nicht die Verfassungsidentität des Grundgesetzes im Sinne von Art. 79 Abs. 3 GG.
Deutschland wird laut Bundesrechnungshof mit voraussichtlich rund 65 Mrd. Euro größter Nettozahler.

### Italien
Italien, das mit rund 200 Mrd. Euro die meisten Gelder aus dem Wiederaufbaufonds erhalten soll, ist im Streit über die Verwendung der EU-Mittel in eine Regierungskrise gestürzt. Das Kabinett Conte II trat am 26. Januar 2021 zurück, woraufhin eine Expertenregierung unter dem ehemaligen EZB-Präsidenten Mario Draghi einberufen wurde (siehe Kabinett Draghi).

## Kontrolle der Mittelvergabe
Am 13. Juli 2023 wurde bekannt, dass die Vorsitzende des Haushaltskontrollausschusses des Europäischen Parlaments, Monika Hohlmeier (CSU), die Intransparenz bei der Verteilung von Subventionen aus dem Corona-Wiederaufbaufonds kritisierte: Der Ausschuss würde kaum Informationen über die Endempfänger der Mittel des 723 Milliarden Euro schweren Corona-Wiederaufbaufonds bekommen und könne daher seinen Aufgaben teilweise nicht nachkommen. Der Ausschuss moniert, dass die ihm zur Verfügung stehenden Informationen, die alle öffentlich einsehbar sind, nicht zur Kontrolle ausreichen würden: Die Scoreboard-Internetseite, sowie eine Karte. Um mehr Informationen zu erhalten, hat der Ausschuss bei den Ländern und der EU-Kommission nachgefragt, bisher aber keine befriedigenden Antworten bekommen. Hohlmeier sagte, dass Informationen „nur nach und nach und unter großem Druck verfügbar“ seien. „Eine komplette Übersicht aller oder zumindest wesentlicher Projekte hat der Haushaltskontrollausschuss von keinem Mitgliedstaat erhalten.“ Beispielsweise sollten in Italien Gelder für ein Stadion in Venedig (93 Millionen Euro) und ein weiteres in Florenz (55 Millionen Euro) aus dem Corona-Wiederaufbaufonds zweckentfremdet werden. Die Kommission schritt schließlich ein und lehnte die Finanzierung dieser beiden Projekte durch den Fonds ab. In Österreich sollten etwa 73 Millionen Euro für die Bereitstellung digitaler Endgeräte für Schüler verwendet werden. Allerdings ist dem Ausschuss nicht bekannt, wohin diese Gelder flossen und ob tatsächlich die Geräte angeschafft wurden.
Am 5. Oktober 2023 machte der Europäische Rechnungshof unter anderem das Ergebnis der Überprüfung der Wiederaufbaufonds-Mittelvergabe bekannt: Von den 13 Auszahlungen im Jahr 2022 (insgesamt 46,9 Milliarden Euro an 11 EU-Länder) sind 6 Auszahlungen „in wesentlichem Ausmaß fehlerbehaftet“. Mehrfach sei Geld ausgezahlt worden, ohne dass die Etappenziele oder Zielwerte, die als Voraussetzung dafür vereinbart worden seien, erreicht wurden. Der Rechnungshof machte dazu ein konkretes Beispiel publik: Die Förderung von Ladestationen für Elektrofahrzeuge in Griechenland ist an Leistungen Griechenlands gebunden (Etappenziel 42: Inkrafttreten mehrerer Ministerialbeschlüsse, etwa zu Sanktionen, Anforderungen an Ladestationen und zur Ausbildung von Technikern). Das Geld wurde aber trotz Nichterfüllung des Etappenziels ausgezahlt. Der Präsident des Europäischen Rechnungshofs Tony Murphy kritisierte das „Design“ des Wiederaufbaufonds. Er sagte, dass die Etappenziele und Zielwerte zu vage definiert seien und sich deshalb nur schlecht kontrollieren ließen. Außerdem monierte der Rechnungshof, dass es keinen vollständigen Überblick darüber gebe, inwieweit die finanzierten Projekte zu den vorgegebenen Zielen beitragen – etwa für den grünen und digitalen Wandel der europäischen Wirtschaft.
Im November 2023 war es unklar, ob EU-Mitgliedsländer, die Empfänger von Mitteln aus dem Wiederaufbaufonds sind, diese Mittel zur Erreichung der vereinbarten Reformziele nutzen oder sie nur für die Finanzierung des laufenden Haushalts einsetzen. Es war auch unklar, ob die EU-Kommission im letzteren Fall dagegen vorgehen würde.
Am 19. März 2024 äußerte der Präsident des Europäischen Rechnungshofs, Tony Murphy, „ernste Vorbehalte“ gegen die Auszahlung der 723,8 Milliarden Euro aus dem Next Generation EU-Fonds, da die EU-Kommission die Auszahlungen nicht auf dieselbe Weise wie reguläre Haushaltsausgaben überwacht. Und auch auf die Selbstkontrolle durch die einzelnen Mitgliedstaaten könne man sich nicht vollständig verlassen. „Es gibt weniger Kontrolle [durch die EU-Kommission] und Selbstkontrolle [durch die Mitgliedstaaten], sodass ein höheres Risiko für Unregelmäßigkeiten oder sogar Korruption besteht“, erklärte Murphy. „Es ist eine Menge Geld im System, daher wären wir natürlich besorgt.“ Neben dem Europäischen Rechnungshofs warnten bereits der Haushaltskontrollausschuss des Europäischen Parlaments und das Europäische Amt für Betrugsbekämpfung (OLAF) vor dem möglichen Missbrauch der Gelder. Trotz dieser Warnungen schlug der Exekutivvizepräsident der EU-Kommission, Valdis Dombrovskis, im Februar 2024 vor, dass die EU-Kommission versuchen sollte, die Auszahlung der Finanzmittel aus dem Fonds eher weniger als mehr zu kontrollieren.

## Rückzahlung der Schulden
2023 erinnerte der Präsident des Europäischen Rechnungshofs, Tony Murphy, daran, dass die für den Wiederaufbaufonds aufgenommenen Schulden bis 2058 durch die EU zurückgezahlt werden müssen, aber noch nicht geklärt sei, wie die Schulden zurückzuzahlen sind.
Der schuldenfinanzierte Corona-Wiederaufbaufonds muss im Zeitraum von 2028 bis 2058 zurückgezahlt werden. Nach Kritik aus dem Europäischen Parlament legte die Europäische Kommission im Oktober 2023 dem Haushaltskontrollausschuss des Europäischen Parlaments erstmals eine detaillierte Berechnung über die Rückzahlung vor. Zugleich wurde von der Brüsseler Denkfabrik Bruegel im Auftrag des Haushaltskontrollausschusses eine weitere Berechnung erstellt. Beide Berechnungen betreffen jenen Teil des 750-Milliarden-Euro-Pakets, den die EU den Staaten als nicht-rückzahlbare Zuschüsse gewährt. Er umfasst 390 Milliarden Euro und für seine Finanzierung ist die EU verantwortlich. Der zu tilgende Betrag wird bis 2028 auf 406 Milliarden Euro anwachsen, da die EU bis dahin nur Schulden aufnimmt, aber noch keine Rückzahlung vornimmt.
Die beiden Berechnungen – von der Europäischen Kommission und der Denkfabrik Bruegel – kommen zu ähnlichen Ergebnissen:
- Tilgung von 2028 bis 2058: Tilgung in gleichbleibenden Beträgen von je 14 bis 15 Milliarden Euro pro Jahr, d. h. insgesamt werden 434 bis 465 Milliarden Euro für die Tilgung eingeplant.
- Zinskosten von 2028 bis 2058: Die Zinskosten werden sich bis zum Ende der Rückzahlungsperiode im Jahr 2058 auf 225 bis 230 Milliarden Euro belaufen.
- Gesamtkosten, die sich aus den oben genannten Beträgen ergeben: Die nicht-rückzahlbaren Zuschüsse in Höhe von 390 Milliarden Euro werden die EU voraussichtlich insgesamt zwischen 659 und 695 Milliarden Euro kosten.

Als der Fonds beschlossen wurde, waren die Zinsen nahe null und damit die eingeplanten Zinskosten wesentlich niedriger als mit den relativ hohen Zinsen im Jahr 2023 (Zeitpunkt der beiden Berechnungen). Zwischenzeitlich hat die Europäische Kommission aufgrund der gestiegenen Zinskosten Forderungen an die EU-Mitgliedsstaaten gestellt, mehr Geld an die EU zu zahlen.

## Erfolg des Wiederaufbaufonds
Der Exekutivvizepräsident der EU-Kommission, Valdis Dombrovskis lobte im Februar 2024 die „bahnbrechende“ Initiative für ihre „klaren und greifbaren Vorteile.“ Dabei verwies er auf eine Studie des britischen National Institute for Economic and Social Research, die davon ausgeht, dass die Fazilität das Bruttoinlandsprodukt der EU im Jahr 2022 um 0,4 Prozent gesteigert hat. Dieser Wert liegt allerdings deutlich unter den früheren Prognosen der EU-Kommission.